# Окенфелс
Окенфелс (њем. Ockenfels) општина је у њемачкој савезној држави Рајна-Палатинат. Једно је од 62 општинска средишта округа Нојвид. Према процјени из 2010. у општини је живјело 1.081 становника. Посједује регионалну шифру (AGS) 7138055.

## Географски и демографски подаци
Окенфелс се налази у савезној држави Рајна-Палатинат у округу Нојвид. Општина се налази на надморској висини од 136 метара. Површина општине износи 1,7 km². У самом мјесту је, према процјени из 2010. године, живјело 1.081 становника. Просјечна густина становништва износи 651 становника/km².

## Међународна сарадња
| Мјесто            | Држава    | Врста сарадње | Од    |
| ----------------- | --------- | ------------- | ----- |
| Маријета          | САД       | партнерство   | 1965. |
|                   | Француска | партнерство   | 1987. |
| Линц ан дер Донау | Аустрија  | партнерство   | 1920. |
| Извор             |           |               |       |